# Barranc de Moror
El barranc de Moror és un curs d'aigua afluent de la Noguera Pallaresa per la dreta. Pertany a la conca del Noguera Pallaresa. Forma part del terme municipal de Castell de Mur, dins de l'antic terme de Guàrdia de Tremp, dins del territori de Cellers.

## Naixença i curs
Es forma per la confluència de la llau dels Fornells amb la llau dels Alberons, just al límit dels termes municipals de Sant Esteve de la Sarga (ponent) i Castell de Mur (llevant). Cap a la meitat del seu curt recorregut rep per l'esquerra la llau de la Grallera, prop del lloc on hi ha la Font dels Mallols. Fa de límit nord de la reserva natural Serra del Montsec.

## Desembocadura
El barranc de Moror s'aboca en les aigües del pantà dels Terradets, just a ran al sud-est del poble de Cellers, a 374,4 m d'altitud. Antigament afluïa en el Noguera Pallaresa més a llevant del lloc actual.